# Hector De Bourgoing
Pour les articles homonymes, voir Bourgoing.
Hector De Bourgoing, né le 23 juillet 1934 à Posadas en Argentine et mort le 22 janvier 1993 à Bordeaux, était un footballeur argentin naturalisé français qui évoluait au poste d’attaquant. Après avoir joué avec l'Albiceleste, il joua avec l'équipe de France entre 1962 et 1966 et participa notamment avec « les Bleus » à la Coupe du monde 1966 en Angleterre.

## Biographie
Il est le descendant d’une lignée de nobles diplomates en Espagne, puis du Saint-Siège. Son père, Philippe-Hector-Adolphe de Bourgoing, mort en 1946, à l’âge de 80 ans, s’était exilé en Argentine où il était devenu administrateur de vastes territoires. C’est dans ces plantations paternelles qu’il grandit. Il fait de rapides études, puis se lance bientôt dans le football, pour lequel il éprouve une véritable passion. Il signe sa première licence (minime) à Guaraní Antonio Franco de Posadas. À 18 ans il devient professionnel. Il évolue d’abord au Club Atlético Tigre, puis au River Plate où il demeure pendant une saison (marquant 15 buts dont 11 de la tête) et enfin de nouveau aux Tigres. Dans le même temps, ses qualités en font un international argentin. Gabriel Hanot l’avait vu en Argentine et avait été favorablement impressionné par son jeu dans l’équipe d’Argentine (il compte 5 sélections avec les Albicelestes) dans laquelle il évoluait au poste d’ailier droit en compagnie d’Omar Sívori et Angellillo. 
M. Charles, président de l’OGC Nice, le « surveillait » depuis quelque temps, par l’intermédiaire de M. de la Hoz. C’est ce dernier qui le fait venir au club niçois en août 1959. Lors de la saison 1960-1961, il termine à la cinquième place du classement des buteurs avec 20 buts et ceci sans avoir disputé tous les matches, puisque, à la suite des incidents lors de la rencontre de Coupe de France, Sedan-Nice (disputée à Lyon le 26 mars 1961), il fut suspendu du 6 avril jusqu’au 31 décembre 1961. 
Lors de la saison 1961-1962, il réalise de belles prestations. Auteur d’un doublé contre l’AS Saint-Étienne le 25 février 1962 pour une victoire 2-1, il réédite cette performance contre Sedan le 18 mars pour une victoire 3-2. C’est ainsi que Georges Verriest le convoque en équipe de France pour affronter la Pologne le 11 avril 1962. En décembre 1960, Georges Verriest avait déjà convoqué De Bourgoing en équipe de France pour le match aller France-Bulgarie dans le cadre des éliminatoires de la Coupe du monde 1962. La convocation de décembre 1960 provoque une polémique car De Bourgoing ne parlait qu’espagnol et ses origines françaises étaient jugées assez lointaines. De plus la Fédération française de football se demande si elle a le droit de sélectionner un joueur qui a déjà porté les couleurs de l’Argentine et qui ne réside en France que depuis un an et demi. (De Bourgoing avait signé à Nice le 27 août 1959). 
En décembre 1960, la FFF pose la question à la FIFA, qui répond : « impossible de sélectionner De Bourgoing s’il n’a pas trois ans de résidence en France. » Mais la FFF ne se tient pas pour battue, et son secrétaire général Pierre Delaunay adresse une lettre à la FIFA en expliquant : « Sans doute le règlement de la FIFA prévoit-il qu’un joueur naturalisé, ne peut être sélectionné dans son nouveau pays qu’après trois ans de résidence. Mais De Bourgoing n’est pas un joueur naturalisé, il est français depuis sa naissance, puisque l’Argentine et la France admettent le principe de la double nationalité. Son cas est donc spécial et je vous demande de l’examiner. » Le cas De Bourgoing fut donc traité au Comité exécutif de la FIFA, réuni en avril 1961 à Londres. Sa conclusion fut la suivante : « Le texte des règlements internationaux ne donne pas une réponse directe au problème soulevé. Il faut donc l’interpréter dans son esprit. L’interprétation de la FIFA est la suivante : un délai de trois ans est nécessaire entre le dernier match joué par De Bourgoing avec l’équipe nationale Argentine et le premier match qu’il devra jouer dans l’équipe de France. »
La FFF se rend alors compte que la dernière sélection de De Bourgoing remonte au 17 mars 1957 (contre l’Équateur) et qu’il était donc parfaitement sélectionnable en décembre 1960 même s’il n’avait pas encore séjourné trois ans en France.
Malgré ces longues démarches De Bourgoing ne compte que trois sélections avec l’équipe de France. Pour sa première sélection, le 11 avril 1962, il ouvre le score contre la Pologne mais ne peut éviter la défaite (1-3). Il dispute son deuxième match contre l'Italie (défaite 2-1). Sélectionné pour la Coupe du monde en 1966, il connaît sa troisième et dernière sélection contre l'Uruguay (1-2) et transforme un pénalty obtenu par Yves Herbet. 
De Bourgoing joua durant quatre saisons à Nice puis il rejoignit les Girondins de Bordeaux pendant six saisons, où en compagnie de Roland Guillas notamment, sous la houlette de Salvador Artigas, il va rayonner et s'accomplir. 
Son toucher de balle remarquable, sa frappe de balle des deux pieds, et son excellent timing dans le jeu de tête en feront un buteur redoutable qui deviendra une légende des Girondins. Il représenta une synthèse de la technique argentine au service d'une efficacité européenne. Il termina sa carrière au Racing Football Club de Paris-Neuilly,.

## Carrière
- 1953-1956 : Club Atlético Tigre ( Argentine)
- 1957-1958 : River Plate ( Argentine)
- 1958-1959 : Club Atlético Tigre ( Argentine)
- 1959-1963 : OGC Nice ( France)
- 1963-1969 : Girondins de Bordeaux ( France)
- 1969-1970 : RFC Paris-Neuilly ( France)

## Palmarès
- Champion d'Argentine : en 1957.
- Finaliste de la Coupe de France en 1968.
- 3 sélections et 2 buts avec l’équipe de France (1962-1966)[4].
- Membre de l’équipe de France de football à la coupe du monde 1966.
- 5 sélections avec l’équipe d'Argentine de football.